# Manix Auriantal
Manix Auriantal (Montréal, 11 agosto 1980) è un ex cestista canadese con cittadinanza ruandese.
É il fratello di Hennssy Auriantal, anch'egli cestista.

## Carriera
Con il Ruanda ha disputato i Campionati africani del 2007.